# 冷水河新村
冷水河新村，是一座位於馬來西亞霹靂州馬登巴冷縣的華人新村。地理位置上，冷水河位於美羅西南約12公里、宋溪西北約14公里處。冷水河村名「Coldstream」源於英軍「冷溪衛隊」，因爲該部隊在新村成立期間對居民表現友好，當地居民爲表達感謝之情，故以此命名。當地的經濟活動以小型農業為主，地方行政事務隸屬打巴縣議會18區管轄。

## 地名
冷水河新村（Kampung Coldstream）的命名與英國陸軍「冷溪衛隊」（Coldstream Guards）有關。該衛隊是英國最古老的現役步兵部隊之一，其部隊名稱來源於蘇格蘭與英格蘭邊境的城市冷溪。在馬來亞緊急狀態期間，冷溪衛隊第二營（Second Battalion Coldstream Guards）曾被部署至霹靂州的打巴地區數年，以執行對抗馬共游擊隊的任務。
《海峽時報》駐吉隆坡首席記者哈里米勒（Harry Miller）於1954年出版的著作《馬來亞的威脅》（Menace in Malaya）記載，冷水河一帶被重新安置的華民，因感念冷溪衛隊的協助與保護，便請求當局以“Coldstream”命名新村，該名獲得允准，遂成為今日「冷水河」村名由來。惟文史工作者雷子健質疑這故事是英殖民政府的宣傳神話。
在全國各地，英國軍隊友善的態度廣受稱讚。許多老華民面對他們，咧嘴露出無牙的笑容，並不斷地舉手至額頭再下放到胸口，以古老的華人方式表達謝意。在霹靂州有一群被重新安置的居民，對魁梧的冷溪衛隊所給予的優待尤其感激，便請求將自己的村莊命名為「冷水河」，並獲得許可。——哈里米勒《馬來亞的威脅》（1954）
冷溪衛隊在駐扎期間與當地村民關係密切。退役士兵曾於1960年代與1990年代，三次重返冷水河探訪，並與村民重敘舊情，獲得村民熱烈歡迎。部分冷水河村民至今仍保存當年英軍所贈之紀念品與相關報導。

## 歷史
冷水河是霹靂州的一座華人新村。二戰後的緊急狀態期間，新村在英殖民政府推行的「畢利斯計畫」下成立，當時村民原本散居於周邊的園丘，政府爲遏制馬共活動，遂將散居的居民集中遷入新村。在1950年7月的報道中，甫成立的冷水河新村被譽爲是「模範新村」，當時已有各種店屋、路邊攤位和超過200所房屋，并指所有1200名村民看來对移殖計劃感到快乐而滿足。
新村初期居民多數來自美羅十二碑，另有少部分來自雙溪古月，居民籍貫主要是廣東高州人、客家人與河婆人。在初期，冷水河新村的經濟活動以錫礦開採為主，農耕業為輔。自1980年代錫礦業沒落後，村民多改爲從事農耕、養殖淡水魚類、經營鴨場等。
千禧年后，村民曾開墾木瓜種植園，所產木瓜品質優良，部分出口至海外市場。然而，後期因病蟲害嚴重，導致木瓜種植前景暗淡，農民轉而栽種芒果和番石榴至今。其中，朱甘南芒果、無籽番石榴、沙梨果與木薯等作物皆在廢礦沙地轉作的農地上獲得良好收成。也有部分農戶改種油棕，因爲收益較高。
過去霹靂州政府曾計劃將村民經營的耕地收回，轉而批給州政府關聯集團展开挖沙工程，引發耕地歸屬爭議。2019年7月，冷水河新村多名農民抗議霹靂採砂管理公司擅自闖入農地挖沙，導致約20英畝耕地受威脅，因此要求州政府協助合法化農民耕地。在政治人物協調介入下，相關單位才同意以租賃方式保留耕農的農地，租期為30年，油棕種植者每英畝每年須繳納400令吉租金，蔬果種植或飼養業者則爲每英畝年租200令吉，使村民得以維持生計。

## 基礎設施
冷水河新村現約住有500多戶人家，總人口約3,000人，以河婆籍貫的客家人為主。當地特色美食包括醉鍋、河婆擂茶和菜粄。冷水河新村也是年輕人口外流較不嚴重的少數新村之一。
冷水河新村目前設有一所華文小學、拿督公廟、大禮堂、小型警局、民眾會堂、小型巴剎，以及室內籃球場。此外，冷水河新村的民間組織相當活躍，民間與社區團體不下十個，主要包括華小董事會、家教協會、華小校友會、拿督公廟理事會、睦鄰計劃委員會、太極氣功十八式體育會、警衛團、婦女俱樂部及村委會等。政治組織方面也相當蓬勃，有多個政黨的基層支部，包括馬華公會支會、行動黨支部、公正黨支部和誠信黨支部。

## 教育
冷水河新村設有一所華文小學，即冷水河華小。該校原名爲培英學校，1951年校長爲陳俊傑。冷水河華小屬於全津貼小學。該校校舍其中一座課室因長期受白蟻侵蝕而成爲危樓，多年來無法使用。2023年，教育部批准撥款590萬令吉，用於重建校舍工程。該工程於2024年9月正式動工，截至2025年4月，進度已達近70%。新校舍將包括4間課室、2組廁所、活動中心及其他相關設施。冷水河華小屬於微型學校，2025年該校學生人數爲88人。

## 宗教
冷水河新村有一座拿督公廟，爲當地主要神廟，廟宇規模宏大。根據當地流傳關於冷水河拿督公廟由來的傳說，二戰時期日軍南下進軍新加坡，行經冷水河一帶時，曾一度試圖進入該村。當時村口一棵大樹上突然掉下一個蜂巢，正好砸中領行的日軍部隊，引發蜂群攻擊，導致日軍最終放棄進村，此事在當地被視為神靈庇佑的象徵。二戰結束後冷水河新村成立，建村先賢得悉此傳說後，遂於該大樹下設壇祭祀拿督公，日後更建立廟宇供奉。
根據村方說法，廟中的馬來拿督公名號為「阿都拉」，此名稱由早年邀請安順某神廟扶乩時得知。除冷水河外，周邊多個華人社區亦普遍信奉拿督公，爲當地保境安民的守護神。冷水河拿督公廟每年農曆八月十七日會舉辦酬神活動，以慶祝拿督公千秋寶誕。

## 文化地標

### 牌樓
冷水河新村入口處設有一座牌樓，爲新村的重要地標。該牌樓結構宏偉，設計具有傳統風格。牌樓左右兩側題有對聯：「冷水長流源源不盡英才出，河村永富滾滾無窮福澤來」，反映地方社區對於新村發展的願景。

### 河畔休閒公園
冷水河新村河畔休閒公園位於拿督公廟旁，緊鄰流經新村的美羅河。其前身名爲「蔚華園」，曾在1980年代獲得景觀組亞軍，惟過後缺乏管理，公園就此荒廢20餘年。2022年7月，拿督公廟理事會與社區睦鄰計劃委員會聯手組織新村美化委員會，在村民與善心人士出資出力下展開整修與美化工程。該休閒公園以中式園景為設計主軸，公園內設有多種景觀設計，如雙龍盤旋牌匾、蓮花池、公園小橋、花卉步道、涼亭、竹林、許願樹等。冷水河爲此於2024年榮獲華人新村組全國景觀獎冠軍，並獲得馬來西亞國家景觀局頒發1萬令吉獎金。現今河畔休閒公園已成爲冷水河新村知名的觀光景點。

### 忠魂紀念碑
冷水河新村內的野地有三座墳墓，置中墳墓有一方「忠魂紀念碑」，用以悼念在二戰期間遭日軍殺害的無名死難者，碑銘上刻有「民國卅三年元月廿三日華僑捐軀 忠魂紀念碑 民國卅七年二月廿八日立」。據文史研究者劉道南收集的口述資料，1944年2月16日早上，日軍將12名來自水閘路酸柑園的平民，包括10男2女，以卡車押送至冷水河現址，並關押於一間茅屋之中，隨後縱火焚燒，導致全數遇難。後續地方口述資料也有說死者爲21人或22人。慘案發生後，當地居民收殮遺骸並就地埋葬，惟因無從得知死者姓名，最終於1948年4月7日樹立無名「忠魂紀念碑」，以茲悼念。